# Anja Schacheová
Anja Schacheová rozená Anja Müllerová (* 29. března 1977 Postupim, Německo) je bývalá německá sportovní šermířka, která se specializovala na šerm fleretem. Německo reprezentovala v prvním a druhém desetiletí jednadvacátého století. Na olympijských hrách startovala v roce 2008 v soutěži jednotlivkyň a družstev. V roce 2005 obsadila druhé místo na mistrovství světa v soutěži jednotlivkyň. S německým družstvem fleretistek vybojovala v roce 2009 třetí místo na mistrovství světa a v roce 2011 třetí místo na mistrovství Evropy.